# 小行星6165
小行星6165（6165 Frolova）是一颗绕太阳运转的小行星，为主小行星带小行星。该小行星于1978年8月8日发现。

## 轨道参数
小行星6165的轨道半长轴为2.3572543 UA，离心率为0.119。